# Onrust (eiland)
Pulau Onrust (Pulau Kapal of Scheepseiland, oude spelling: Poelo Kapal) is een Indonesisch eiland in de Javazee voor de kust van Jakarta. De oppervlakte is drie en een halve vierkante kilometer. Het maakt deel uit van de eilandengroep Kepulauan Seribu die een van de zes gemeenten van het hoofdstedelijk district Jakarta vormt.

## VOC-tijd (1619-1799)
Ten tijde van de VOC was er een stadje gevestigd met woningen, pakhuizen, scheepstimmerwerven en het tuighuis, waar VOC-schepen werden hersteld en soms ook nieuw gebouwd. Het VOC-personeel zat er feitelijk gevangen; het mocht maar twee keer per jaar van het eiland af.

## Nederlandse koloniale staat (1800-1942)
In 1800 werden alle gebouwen op het eiland door een Engels eskader onder Ball verwoest, maar in 1823 tot 1825 vestigde Van der Capellen er een marine-etablissement. In 1856 kwam er een drijvend droogdok. Nadat aan het eind van de 19e eeuw de haven van Tanjung Priok was opengesteld verloor Onrust zijn functie en werd het geheel verlaten. In 1911 werd Onrust, met het nabijgelegen eilandje Kuiper, ingericht als quarantainestation, onder meer voor moslims, die terugkeerden van de hadj naar Mekka. Op Onrust werden 35 barakken gebouwd, die ook wel werden gebruikt als interneringskamp. De muiters van Hr. Ms. De Zeven Provinciën, onder wie Maud Boshart, werden er in 1933 geïnterneerd.

## Tweede Wereldoorlog en nasleep
Na de Duitse aanval op Nederland op 10 mei 1940 werd in Indië het codebericht "Batavia seint Berlijn" rondgestuurd. Hierop werden enkele duizenden Duitsers, Hongaren, Tsjechen, Italianen, Nederlanders met een Duitse achternaam, en Indische NSB'ers opgepakt en in Ngawai en op Onrust opgesloten. Een van de gevangenen op Onrust, de Duitse jood Robert Frühstuck, werd doodgeschoten toen hij te dicht bij het prikkeldraad kwam. (Het bevel om zich te verwijderen had hij niet gehoord omdat hij doof was.) Nadat Nederland op 8 december 1941 Japan de oorlog had verklaard, werd een klein deel van de gevangenen op Onrust en Ngawai overgebracht naar Kamp Jodensavanne in Suriname.
Volgens een hardnekkig gerucht werden gedurende de Indonesische Onafhankelijkheidsoorlog Nederlandse soldaten die aan een dodelijke geslachtsziekte leden naar Onrust gebracht om daar te sterven. Ze zouden vervolgens zijn afgemeld als 'gesneuveld'. Journalist Dick Schaap, die een boek schreef over het eiland heeft dit verhaal niet bevestigd kunnen krijgen.

## Na de soevereiniteitsoverdracht aan Indonesië in 1949
Op 23 januari 1950 pleegde Raymond Westerling met 400 manschappen van zijn Angkatan Perang Ratu Adil (APRA), het Legioen van de Rechtvaardige Vorst, en soldaten van de deelstaat Pasundan een mislukte staatsgreep. De meeste APRA-militairen kwamen in handen van de nog op Java aanwezige Nederlandse troepen. De Nederlandse militaire autoriteiten besloten de soldaten als deserteurs te berechten. Zo bleven zij uit handen van Indonesische overheid. De mannen werden gedetineerd op Onrust.
Chris Soumokil, de president van de Republiek der Zuid-Molukken, werd op 12 april 1966, na de staatsgreep door generaal Soeharto, naar dit eiland gebracht en daar geëxecuteerd.

## Afbeeldingen

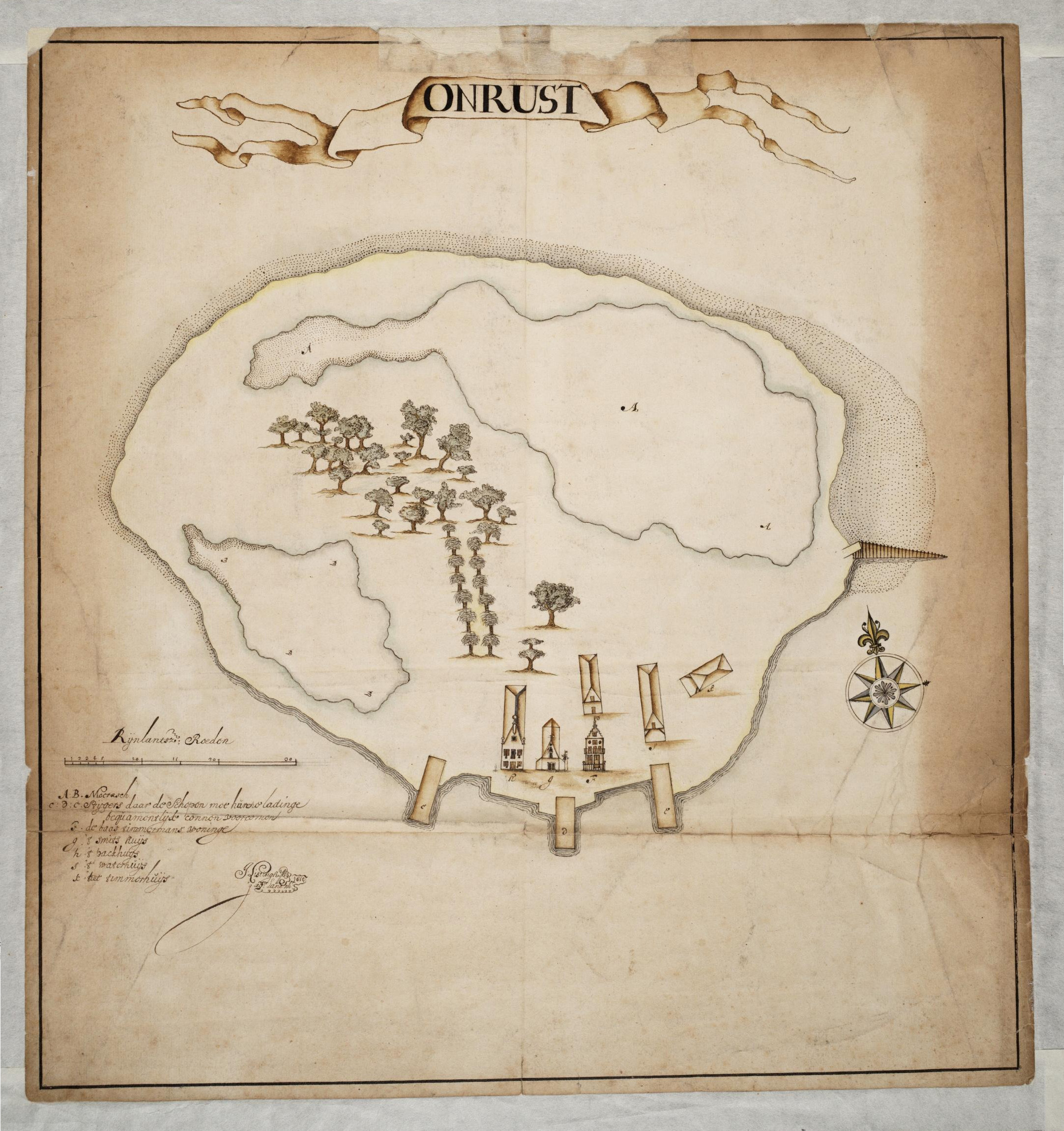
Kaartje uit 1650.
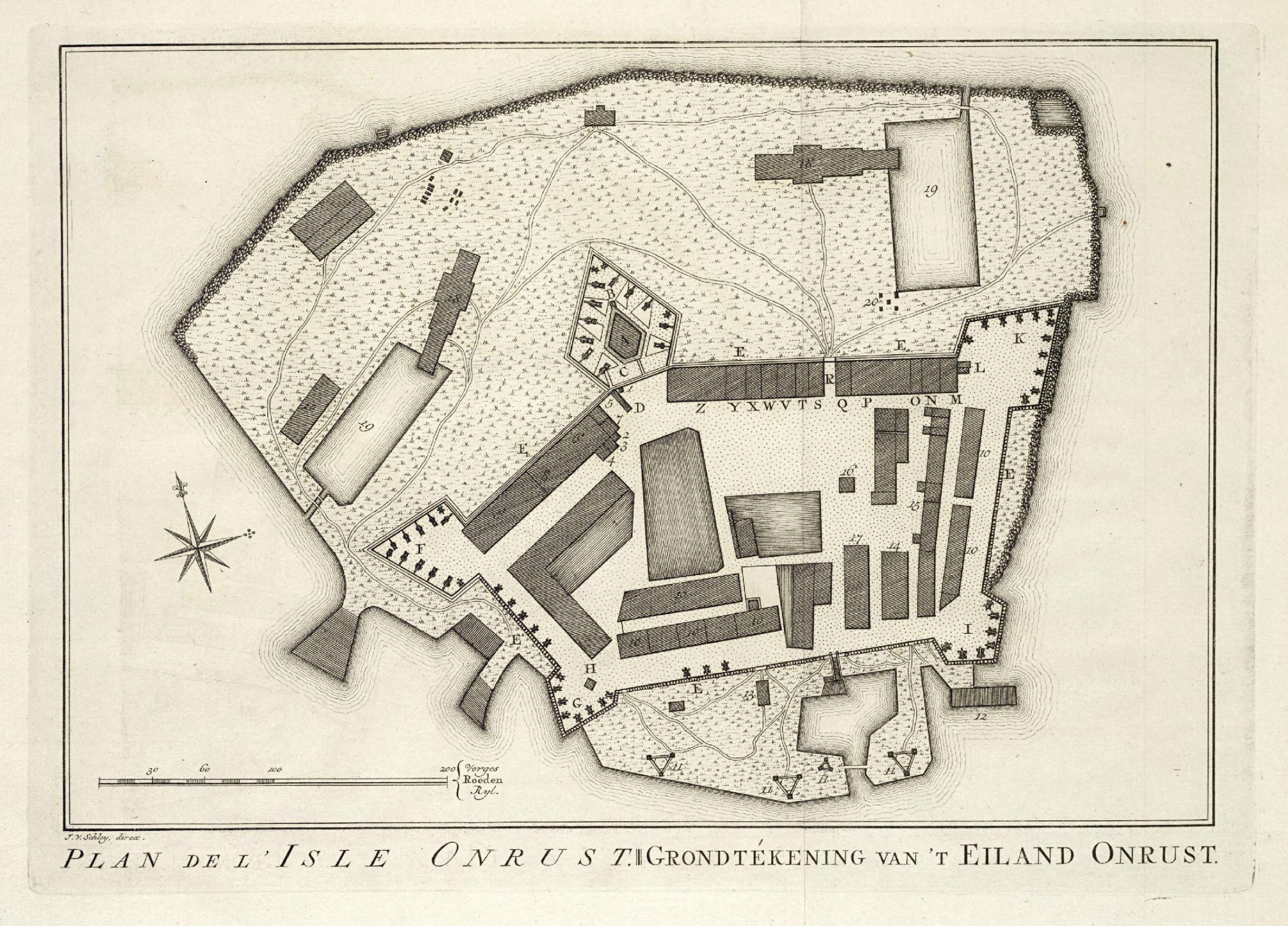
Plan de l'Isle Onrust, Grondtékening van 't Eiland Onrust, 1763, Pierre d' Hondt (uitgever), Jacobus van der Schley (direxit).
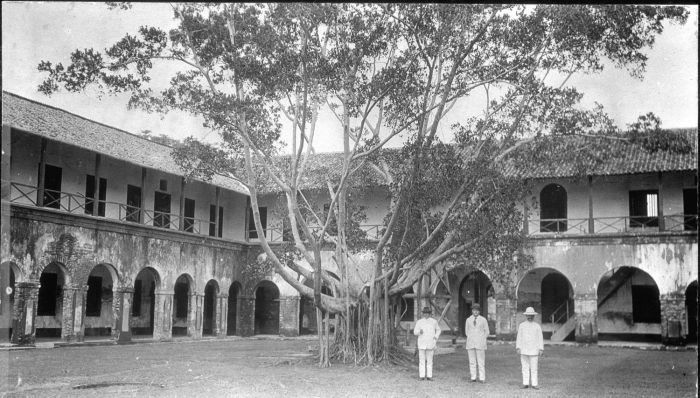
De binnenplaats van de oude kazerne op het eiland Onrust.
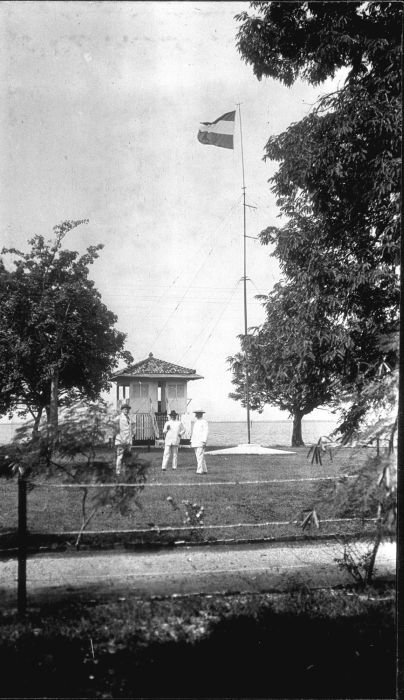
De theekoepel op het quarantainestation Onrust.
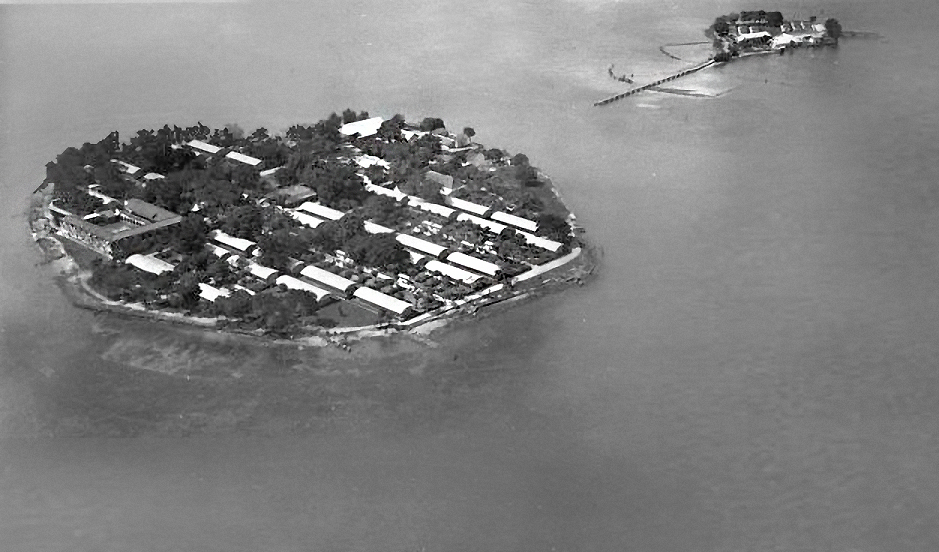
De quarantaine eilanden Onrust en Kuyper.
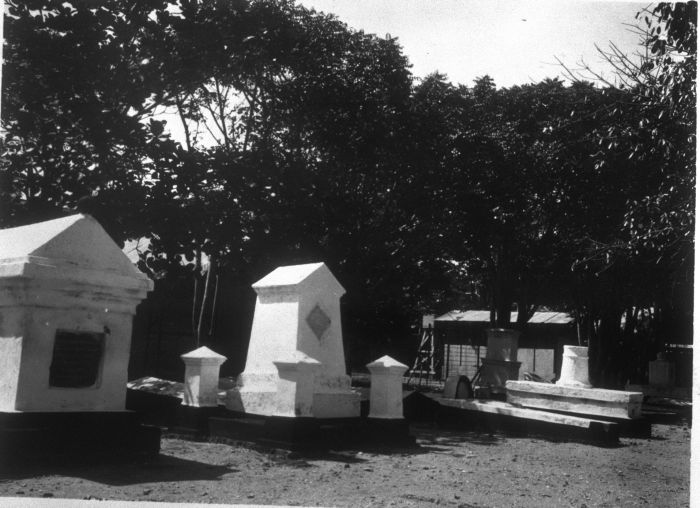
Oud Hollands Kerkhof op het eiland Onrust.

Pulau Air Besar · Pulau Air Kecil · Pulau Ayer Besar · Pulau Ayer Kecil · Pulau Belanda · Pulau Biawak · Pulau Bidadari · Pulau Bokor · Pulau Bira Besar · Pulau Bira Kecil · Pulau Bulat · Pulau Bundar · Pulau Burung · Pulau Cipir · Pulau Damar Besar · Pulau Damar Kecil · Pulau Dapur · Pulau Cina · Pulau Dua Barat · Pulau Dua Timur · Pulau Genteng Besar · Pulau Genteng Kecil · Pulau Gosong Pabelokan · Pulau Gosong Rengat · Pulau Gudus Lempeng · Pulau Gundul · Pulau Hantu Barat · Pulau Hantu Timur · Pulau Harapan · Pulau Jagung · Pulau Jukung · Pulau Kaliage Besar · Pulau Kaliage Kecil · Pulau Kelor Timur · Pulau Kalang Kudus · Pulau Kayu Angin Bira · Pulau Kayu Angin Genteng · Pulau Kayu Angin Melintang · Pulau Kayu Angin Putri · Pulau Karang Beras · Pulau Karang Congkak · Pulau Karang Bongkok · Pulau Karya · Pulau Kelapa · Pulau Kelapa Kecil · Pulau Kelor Barat · Pulau Kelor Besar · Pulau Kongsi · Pulau Kotok Besar · Pulau Kotok Kecil · Pulau Kuburan Cina · Pulau Kungsi · Pulau Laga · Pulau Lancang Besar · Pulau Lancang Kecil · Pulau Laki · Pulau Lipan · Pulau Macan Besar · Pulau Matahari · Pulau Macan Kecil · Pulau Melinjo · Pulau Melintang Besar · Pulau Melintang Kecil · Pulau Nyamuk Besar · Pulau Nyamuk Kecil · Pulau Nyamplung · Pulau Onrust · Pulau Opak Kecil · Pulau Opak Besar Barat · Pulau Opak Besar Timur · 
Pulau Pamujan Besar · Pulau Panjang Besar · Pulau Panggang · Pulau Paniki · Pulau Panjang Kecil · Pulau Pemagaran · Pulau Penyaliran Barat · Pulau Penyaliran Timur · Pulau Pabelokan · Pulau Perak · Pulau Pateloran Barat · Pulau Pateloran Timur · Pulau Payung Besar · Pulau Payung Kecil · Pulau Pramuka · Pulau Pari · Pulau Petondan Besar · Pulau Petondan Kecil · Pulau Putri Barat · Pulau Putri Timur · Pulau Putri Gundul · Pulau Rambut · Pulau Rengit · Pulau Saktu · Pulau Sebaru Besar · Pulau Sebaru Kecil · Pulau Sebira · Pulau Semut · Pulau Semut Besar · Pulau Semut Kecil · Pulau Sepa Besar · Pulau Sepa Kecil · Pulau Tongkeng · Pulau Sekati · Pulau Semak Daun · Pulau Tengah · Pulau Tidung Besar · Pulau Tidung Kecil · Pulau Tikus · Pulau Ubi Besar · Pulau Ubi Kecil · Pulau Untung Jawa · Pulau Yu Besar · Pulau Yu Kecil